# Horst Dohm
Horst Dohm OBE (* 18. Juni 1930 in Berlin; †  25. Oktober 1998 ebenda) war ein deutscher Landespolitiker der CDU in Berlin. Er war Bezirksbürgermeister von Berlin-Wilmersdorf.

## Leben

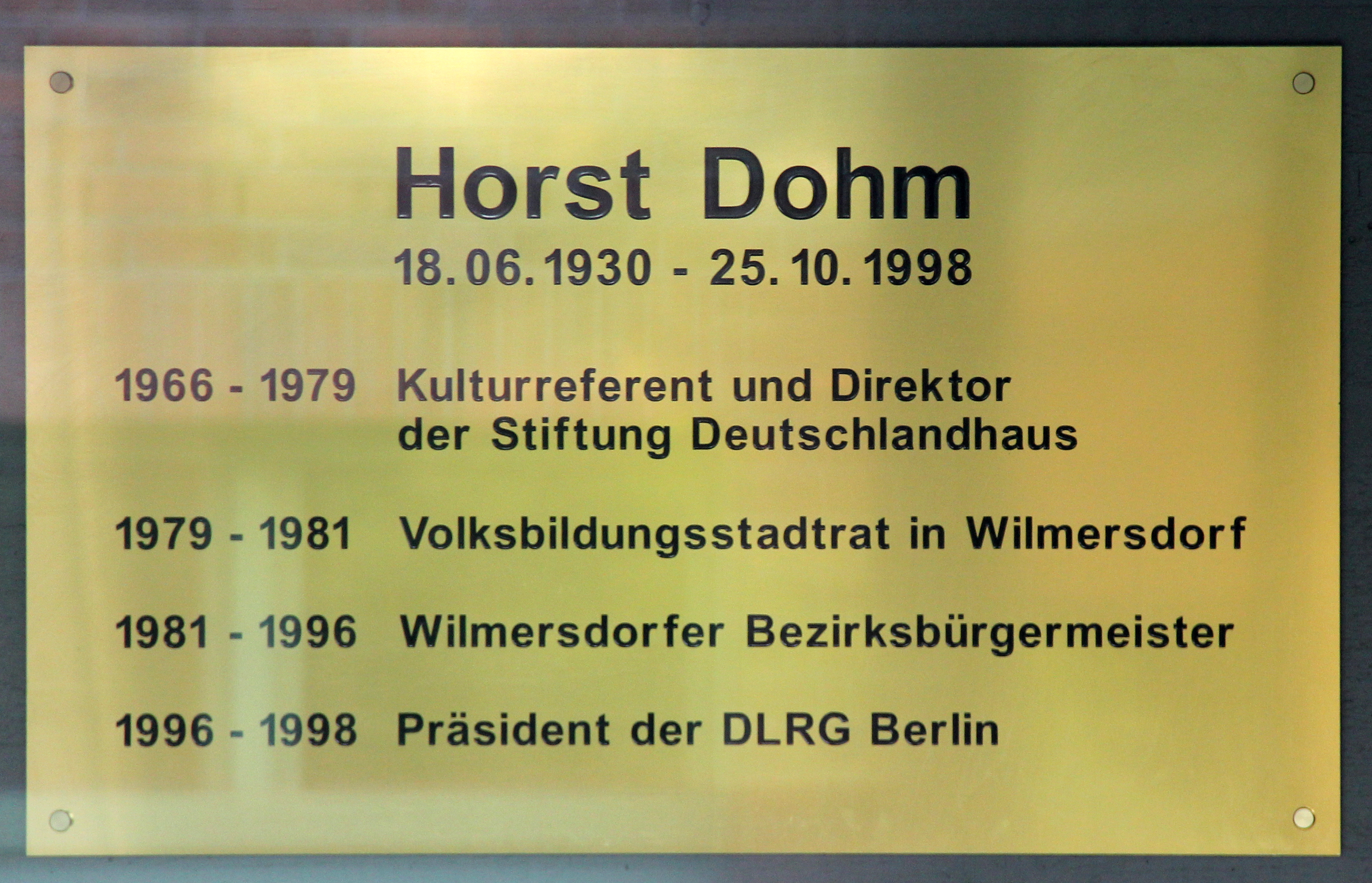
Gedenktafel für Horst Dohm am Eisstadion

Nach seinem Germanistikstudium arbeitete er als Industriekaufmann und Lehrer. Er war Leiter des Jugendgästehauses Dr. Schreber in Berlin-Marienfelde und einer politischen Bildungsstätte bei Hamburg, später Direktor der „Stiftung Deutschlandhaus“. 1963 trat er in die CDU ein. Von 1979 bis 1981 war er Bezirksstadtrat für Volksbildung im Bezirk Wilmersdorf und von 1981 bis 1996 Bezirksbürgermeister von Wilmersdorf. Als Reaktion auf den Einzug der Republikaner in die Berliner Bezirksparlamente rief er 1989 das ‚Fest der Nationen‘ ins Leben, als Fest der Völkerverständigung und des friedlichen Zusammenlebens vieler Nationen in einem Bezirk. Es wurde anfänglich im Hof des Rathauses Wilmersdorf gefeiert und danach auf dem Olivaer Platz und seit 1994 auf dem Prager Platz.
Nach seinem Rückzug vom Amt des Bürgermeisters wurde er im Mai 1996 Präsident der Deutschen Lebens-Rettungs-Gesellschaft, Landesverband Berlin. Er war Landesvorsitzender der Senioren-Union der CDU Berlin. Seine Größe von 1,94 Metern und sein graues Haar hatten Horst Dohm den Spitznamen „Silberpappel“ eingetragen. Mit einer Amtsdauer von 15 Jahren zählte er zu den dienstältesten Bürgermeistern Berlins. Im ehemaligen Rathaus Wilmersdorf hängen im Vorraum des BVV-Saales die Porträts einer Reihe von Wilmersdorfer Bürgermeistern und Bezirksbürgermeistern.

## Ehrungen
- Für seine Zusammenarbeit mit den Britischen Alliierten wurde er mit dem Order of the British Empire ausgezeichnet.
- Dohm erhielt die Bürgermedaille von Wilmersdorf.[3]
- Im Oktober 2000 wurde das Eisstadion Wilmersdorf nach ihm benannt und heißt seitdem Horst-Dohm-Eisstadion.

## Persönliches
Dohm war verheiratet und hatte eine Tochter. Er starb am 25. Oktober 1998 an Lungenkrebs. Sein Grab befindet sich auf dem Friedhof Wilmersdorf in der Berliner Straße 81–103.